# Floricienta Grandes Éxitos
Floricienta Grandes Éxitos è una compilation pubblicato il 13 novembre 2007 dalla mi Music.
È la prima volta che in un album della serie viene inserita la canzone Miau Miau. È uscito solo in Messico.

## Tracce
1. Florencia Bertotti e Juan Gil Navarro – Y así será – 4:07 (Cris Morena e Carlos Nilson)
2. Florencia Bertotti e Juan Gil Navarro – Y la vida – 4:18 (Cris Morena e Carlos Nilson)
3. Florencia Bertotti – Mi vestido azul – 3:32 (Cris Morena e Carlos Nilson)
4. Florencia Bertotti – Corazones al viento – 2:52 (Cris Morena e Marcelo Wengrovski)
5. Florencia Bertotti e Fabio Di Tomaso – Cosas que odio de vos – 3:18 (Cris Morena e Marcelo Wengrovski)
6. Florencia Bertotti – Pobres los ricos – 3:18 (Cris Morena e Carlos Nilson)
7. Florencia Bertotti – Flores amarillas – 3:43 (Cris Morena e Marcelo Wengrovski)
8. Florencia Bertotti – ¿Qué esconde el Conde? – 3:08 (Cris Morena e Marcelo Wengrovski)
9. Florencia Bertotti – Hay un cuento – 3:08 (Cris Morena e Marcelo Wengrovski)
10. Florencia Bertotti – Un enorme dragón – 3:37 (Cris Morena e Marcelo Wengrovski)
11. Benjamín Rojas – Miau miau – 2:36
12. Benjamín Rojas – Princesa de la terraza – 3:33
13. Florencia Bertotti e Juan Gil Navarro – Tú – 3:31